# Telomerina flavipes
Telomerina flavipes är en tvåvingeart som först beskrevs av Johann Wilhelm Meigen 1830.  Telomerina flavipes ingår i släktet Telomerina och familjen hoppflugor. Arten är reproducerande i Sverige. Inga underarter finns listade i Catalogue of Life.